# 萨日
萨日（法語：Sagy，法語發音：[saʒi] ⓘ）是法国索恩-卢瓦尔省的一个市镇，属于卢昂区。

## 地理
萨日（46°36'5"N, 5°18'32"E）面积34.21 平方千米，位于法国勃艮第-弗朗什-孔泰大區索恩-卢瓦尔省，该省份为法国中部省份，北起顺时针与科多尔省、汝拉省、安省、罗讷省、卢瓦尔省、阿列省和涅夫勒省接壤。
与萨日接壤的市镇（或旧市镇、城区）包括：拉特、圣马丹迪蒙、布吕阿耶、弗龙特诺、勒米鲁瓦尔、布雷斯地区弗拉塞。

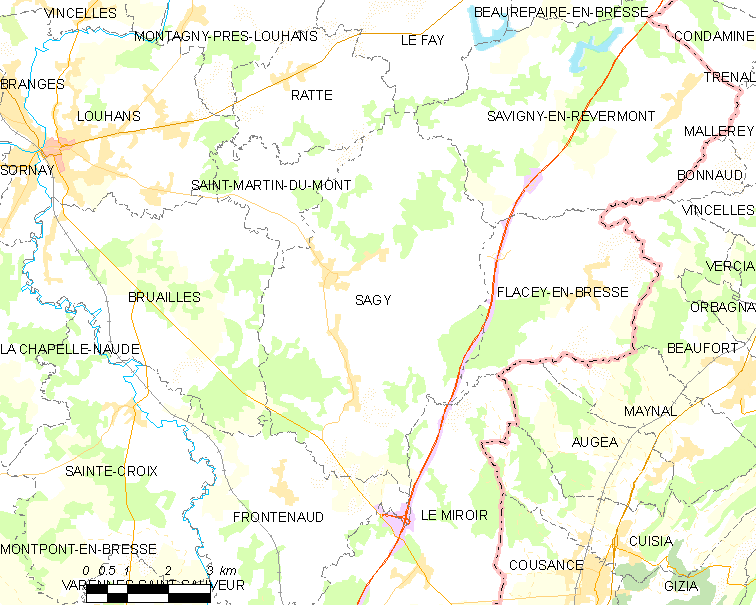
萨日的OSM定位图

萨日的时区为UTC+01:00、UTC+02:00（夏令时）。

## 行政
萨日的邮政编码为71580，INSEE市镇编码为71379。

## 政治
萨日所属的省级选区为卢昂县。

## 人口

1962-2008年间萨日人口变化图示

萨日于2022年1月1日时的人口数量为1250人。